# Germany Schulz

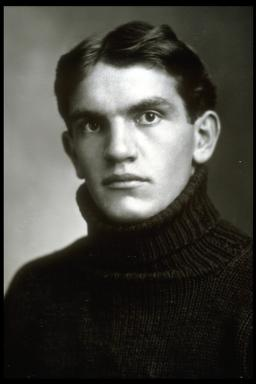
Germany Schulz

Adolph „Germany“ Schulz (* 19. April 1883 in Fort Wayne, Indiana; † 14. April 1951 in Detroit, Michigan) war ein US-amerikanischer American-Football-Spieler und -Trainer. Er spielte auf der Position des Centers und eines Linebackers an der University of Michigan.

## Herkunft
Sein Vater Adolph F. Schulz sen. (* 1854) war Arzt; seine Mutter war Sophia Schulz (* 1850). Das Paar emigrierte 1880 von Deutschland in die Vereinigten Staaten. Schulz hatte noch drei Geschwister und spielte Football an der Fort Wayne Highschool und in verschiedenen Amateurmannschaften.

## Karriere
Schulz spielte an der University of Michigan von 1904 bis 1905 Football. Das Jahr 1906 musste er aussetzen, da er sich als Stahlarbeiter erst das weitere Geld für ein Studium am College verdienen musste. 1907 nahm er sein Studium wieder auf und wurde zum All American gewählt. Im folgenden Jahr konnte er sein Studium erfolgreich abschließen. Schulz spielte bei den Michigan Wolverines auf der Position des Centers. Er revolutionierte die Übergabe des Balls an den Quarterback, indem er den Ball mit einer Hand mit einem leichten Spin übergab. Dadurch konnte der Quarterback den Ball leichter festhalten. Gleichzeitig bewegte er sich zum Schutz des Quarterbacks zurück (zu diesem Zeitpunkt gab es zwischen Defensive Line und Offensive Line noch keine Anspiellinie). In der Abwehr wurde er als Linebacker eingesetzt. Er war der erste Spieler, der diese Position innehatte. Im letzten Jahr wurde Schulz Spielführer seiner Mannschaft. Die Wolverines konnten mit ihm als Center 32 ihrer 37 Spiele gewinnen. In den Jahren 1909 und 1910 spielte er kurzzeitig in einer Profiliga, beendete aber danach seine Karriere. Nach seiner Spielerlaufbahn wurde Schulz Assistenztrainer bei diversen Collegemannschaften. In den Jahren 1922 bis 1924 war er Head Coach der University of Detroit. Er zog sich danach aus dem Footballsport zurück, lebte fortan mit seiner Frau in Grand Rapids und arbeitete in Michigan in der Versicherungswirtschaft. 1951 wurde er als einer der ersten Spieler in die College Football Hall of Fame aufgenommen, 1960 erfolgte die Aufnahme in die Michigan Sports Hall of Fame. Im Jahr 1979 fand er zudem Aufnahme in die Ruhmeshalle seines Colleges.
Adolph Schulz starb im Jahr 1951 und ist in seiner Geburtsstadt auf dem Lindenwood Cemetery beerdigt.